# Martin Hollis
James Martin Hollis (* 14. März 1938 in London; † 27. Februar 1998 in Norwich) war ein britischer rationalistischer Philosoph. Er arbeitete insbesondere zu epistemologischen Grundlagen der Sozialwissenschaften.

## Leben und Wirken
Hollis war Sohn eines Diplomaten. 1961 bis 1963 war er Stipendiat in Harvard und Berkeley. Dort lernte er seine künftige Frau kennen, Patricia Wells. Von 1963 bis 1966 arbeitete er für das britische Außenministerium, u. a. in Heidelberg und Moskau. Von 1967 bis zu seinem Tod war er Dozent an der University of East Anglia in Norwich, wo er 1982 eine Professur bekam.
Als Realist war Hollis überzeugt, dass es Überzeugungen gibt, die für alle Menschen gültig sind. Damit wandte er sich gegen verschiedene Formen des Relativismus. Er war von Peter Strawson, John Rawls und Willard Van Orman Quine beeinflusst.
Einen besonderen Schwerpunkt von Hollis’ Arbeit stellte die Auseinandersetzung mit den Sozialwissenschaften dar. Er arbeitete mit Vertretern verschiedener sozialwissenschaftlicher Disziplinen zusammen, u. a. mit Ökonomen (z. B. Frank Hahn), Soziologen (z. B. Steven Lukes) und Politikwissenschaftlern. Er beschäftigte sich auch intensiv mit der Spieltheorie und der Sozialwahltheorie.
Hollis war Fellow der British Academy. Er schrieb 10 Bücher, war (Mit-)Herausgeber von 4 weiteren sowie Autor von ca. 90 Fachartikeln. Zwischen 1980 und 1987 war er Redakteur der englisch-deutschen Philosophie-Fachzeitschrift Ratio.
Hollis war ein passionierter Schach- und Bridge-Spieler. Sein erstes Buch, Tantalizers, war eine Sammlung von Schachrätseln, die vorher im New Scientist veröffentlicht worden waren.
Er starb an einem Hirntumor.

## Schriften
- Tantalizers. 1970
- The Light of Reason. 1970 (Herausgeber)
- Rational Economic Man. 1975 (mit Edward J. Nell)
- Models of Man. 1977
- Philosophy and Economic Theory. 1979 (Hrsg., mit Frank Hahn)
- Rationality and Relativism. 1982 (mit Steven Lukes)
- Invitation to Philosophy. 1985
- The Cunning of Reason. 1987
- Explaining and Understanding International Relations. 1990 (mit Steve Smith)
- The Theory of Choice: A Critical Guide. 1992 (Hrsg., mit Shaun Hargreaves Heap, Bruce Lyons, Robert Sugden, Albert Weale)
- The Philosophy of Social Science. 1994
- Reason In Action. 1996
- Trust within Reason. 1998